# Catedral de San Pedro (Montpellier)
La catedral [de] San Pedro de Montpellier (del francés: cathédrale Saint-Pierre de Montpellier) es una catedral católica de Francia, levantada en la ciudad de Montpellier, la actual capital del departamento de Hérault y de la región de Languedoc-Rosellón. Situada en el Écusson [escudo], el centro de la vieja ciudad, es el monumento de estilo gótico más importante de la ciudad y la iglesia más grande del Languedoc-Rosellón.
La catedral tiene una fachada principal muy poco habitual, con dos grandes pilares exentos (de 4,55 m de diámetro) y un baldaquino delante del portal principal, casi los únicos restos originales de la primitiva iglesia monacal del siglo XIV y que ahora son puramente decorativos. El portal gótico lateral, inaugurado en 1875 y consagrado a la Virgen, es obra del escultor Auguste Baussan.

## Historia

### Origen

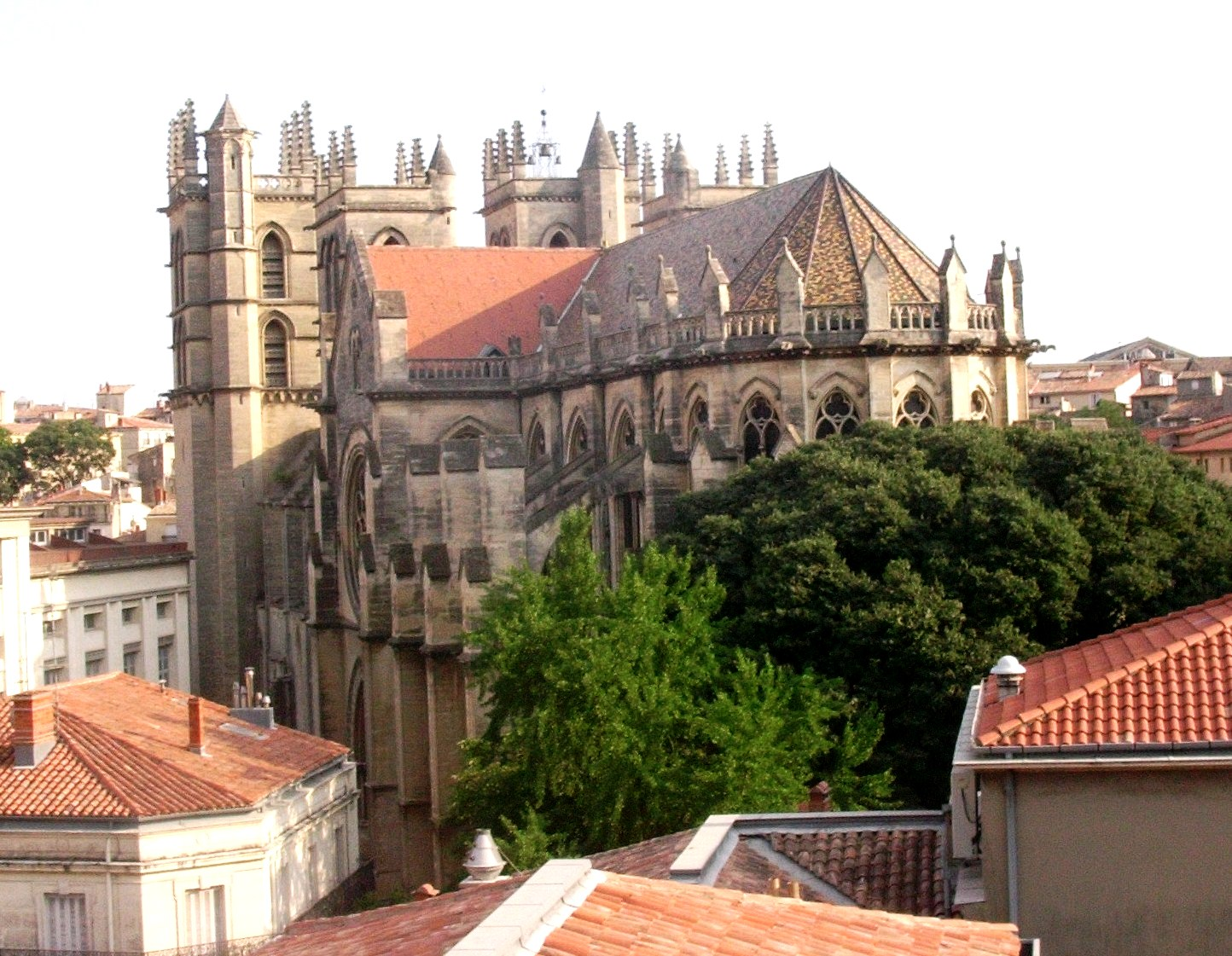
Girola de la catedral de San Pedro

La catedral de San Pedro fue originalmente la capilla del monasterio-colegio Saint-Benoît Saint-Germain, fundado en 1364 por el papa Urbano V. Esta iglesia fue erigida en catedral en 1536, cuando la sede episcopal fue trasladada desde la cercana localidad costera de Maguelone a Montpellier. El historiador montpellerino Louise Guiraud describe precisamente la arquitectura del edificio y la composición de las diferentes capillas.

### Después de 1536
Cuatro torres se levantan en las esquinas de la nave, una de ellas derribada durante los movimientos iconoclastas de 1567. El edificio estaba equipado con defensas importantes, que le convertían en una fortaleza. A finales del siglo XVI, también fue conocida como «fort Saint-Pierre». Una de las fachadas estaba coronada con matacanes coronados por almenas, detrás de los cuales debía de correr un adarve en el espesor del muro. La entrada está precedida por un porche masivo, que consta de dos pilares cilíndricos y una bóveda que conecta los pilares conn la fachada de la iglesia.
Estos son prácticamente los únicos elementos de la arquitectura medieval de la catedral que todavía se pueden ver hoy. La iglesia constaba de una sola nave, con cinco tramos que delimitaban las capillas laterales, en número de catorce. Estaban dedicados a san Germain, Notre Dame, san Víctor, santa Cecilia, santa Úrsula y las Once mil Vírgenes, san Martin, santa Catalina de Alejandría, la Santa Cruz, san Pedro Ápostol, santa María Magdalena, san Blas, san Lázaro y san Miguel Árcangel. La ornamentación de la iglesia era muy rica. El altar mayor estaba rodeado por un retablo de plata dorada. En la planta baja, la pequeña sacristía era común con la iglesia. Tenía en el interior gabinetes de varias cerraduras, incluyendo uno donde se acostumbraba a preservar reliquias (brazos de plata de san Benedicto, de San Germán y de san Blas), así como libros y vestimentas en cofres. Esta sacristía, llamada mineure [menor] en comparación con la sacristía majeure [mayor] que contenía el tesoro (relicarios, vasos sagrados, ornamentos preciosos).

### Las guerras de religión
Durante las guerras de religión, la catedral fue el blanco de los ataques protestantes. El 20 de octubre de 1561, después de un asedio que duró toda la noche, la multitud entró a través de una brecha en la catedral donde se habían refugiado algunos dignatarios católicos acompañado por una tropa de soldados. La magnitud de la masacre varía entre 8 y 50 muertes, según los cronistas. Théodore de Bèze en la Histoire ecclésiastique, por ejemplo distingue los muertos en el acto y los que murieron a los pocos días de sus heridas. Jacques de Montaigne en la Histoire de l'Europe avanza el número de 17 muertos, lo que parece más probable. En cualquier caso, el asesinato fue precedido por el pillaje y la destrucción. En 6 o 7 horas la iglesia fue completamente despojada. Sin embargo, los cónsules de la ciudad (todos protestantes) lograron preservar el tesoro estableciendo un inventario. El saqueo de la catedral fue seguido por el saqueo de los conventos y monasterios de la ciudad. En 1562, la catedral perdió sus campanas y sus rejas de hierro que se fundieron para hacer munición contra el asedio de la ciudad por los católicos.
En 1567, la catedral sufrió de nuevo el ataque de los protestantes que esta vez querían destruir el mismo edificio. Una torre se derrumbó llevándose con ella todo el edificio. Los canónigos de la catedral se refugiaron en Villeneuve-les-Maguelone y Frontignan o permanecieron hasta el fin del asedio de Luis XIII en 1622.
El rey reconstruyó la catedral inmediatamente. La bóveda, el pavimento de la nave y la fachada fueron rehechos. Después de ser reformado de acuerdo con un proyecto de Jean-Antoine Giral en el siglo XVIII, Saint-Pierre fue víctima de la voluntad de transformarlo en un edificio más ambicioso.
En 1795, la sede episcopal (el antiguo monasterio de San Benito), se convirtió en la sede de la Facultad de Medicina de Montpellier.
El 20 de julio de 1847, monseñor Charles Thomas Thibault (1835-1860) obtuvo para la catedral, la declaración de basílica menor, que entonces rara vez era concedida (la tercera iglesia en Francia, tras la Basílica-Catedral de Nuestra Señora de París, en 1805, y la Basílica-Catedral de Saint-Apollinaire de Valence, ese mismo año 1847).
En 1856, la estructura de la catedral sirvió de modelo a los padres de las Sociedad de las Misiones Extranjeras de París, para la construcción de la iglesia de San Francisco Javier en Malaca, en Malasia.

## Ampliaciones delsigloXIX
Los trabajos dirigidos por Henri Antoine Revoil a partir de 1855 hasta 1875 supusieron la reconstrucción de la torre del campanario y la adición de capillas en el coro, que sin embargo no se dotó con el deambulatorio previsto inicialmente. La cubierta del coro fue decorada con azulejos «à la mode bourguignonne» [a la manera borgoñona]. Auguste Baussan rehízo la decoración tallada de la torre y del tímpano en el estilo del siglo XIII; los vitrales del transepto y del coro, realizados por Édouard Didron y Paul Nicod, se instalaron entre 1870 y 1872. En el brazo derecho, una tela de Sébastien Bourdon representa La caída de Simón el Mago (1657), episodio apócrifo de la vida de San Pedro.
El 9 de agosto de 1906, la catedral fue catalogada como monumento histórico.
Después de la transformación de la diócesis de Montpellier en arquidiócesis el 8 de diciembre de 2002 por decreto de la Congregación para los Obispos, la catedral de San Pedro se convirtió en catedral metropolitana. La Provincia Eclesiástica de Montpellier ahora incluye las diócesis sufragáneas de Mende y de Perpiñán-Elne (antes sufragánea de Albi), de Nîmes (anteriormente sufragánea de Aviñón) y de Carcasona (antes sufragáneas de Toulouse).

## El gran órgano

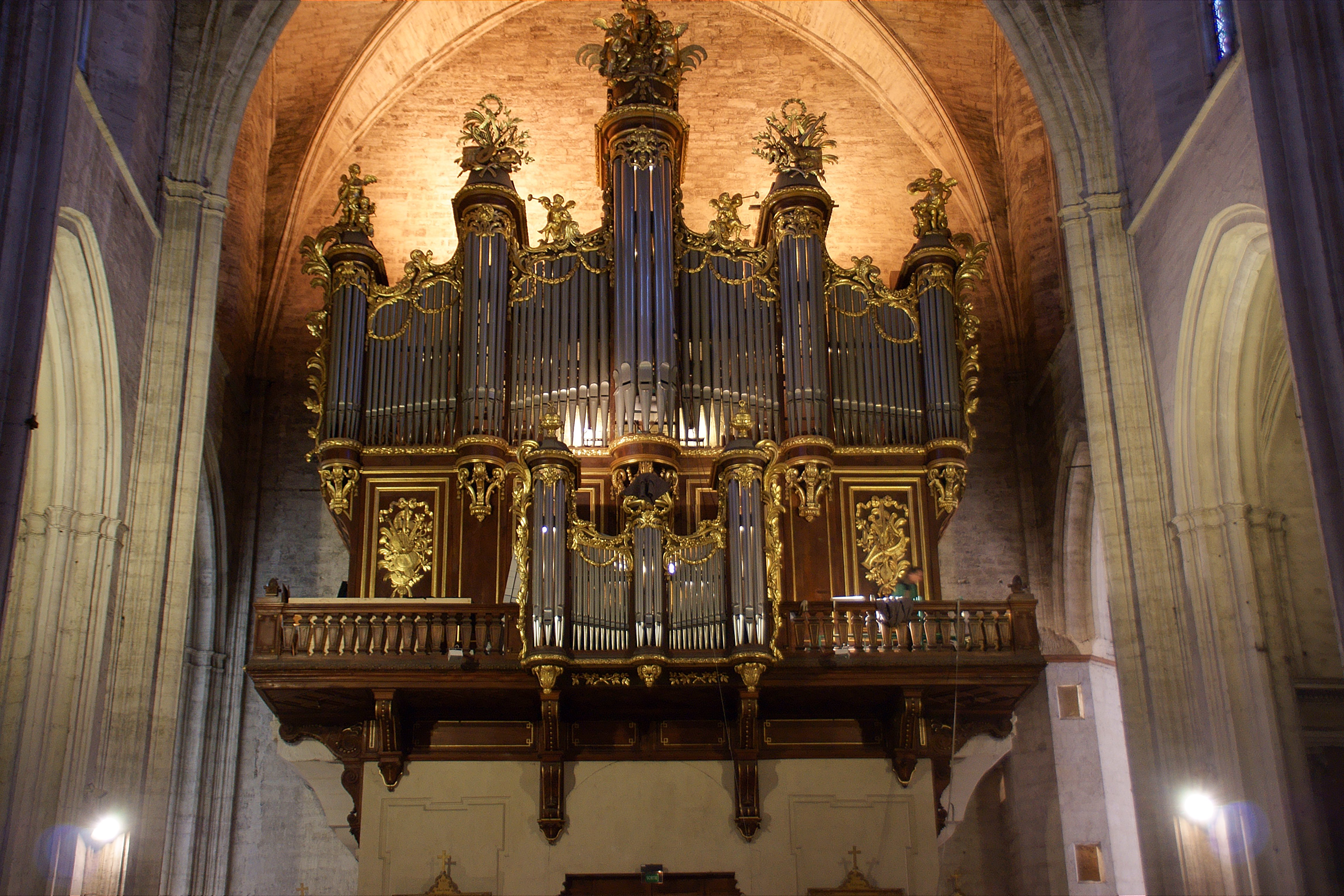
El gran órgano Lépine, restaurado por Kern.

En 1775, el obispo de Montpellier, monseñor de Malide, encargó demoler la vieja capilla fue construida en el siglo XIV por Urbano V, que ya era demasiado pequeña. Los comisionados llamaron al mayor fabricante de órganos de la época: Jean-François Lépine. Antes de configurar el instrumento, se tuvo que rehacer la tribuna para sostener el edificio y que las vibraciones no desafinasen el órgano. Desde su creación en 1778, el órgano se mantuvo regularmente y se incorporaron nuevos sopladores o tubos. En 1923, fue equipado con un soplador eléctrico. En 1943, la reparación de un techo fue desastrosa para el órgano; de hecho, el polvo y los escombros cayeron sobre el instrumento y taparon los tubos y bloquearon los registros y los teclados. Se llevó a cabo su restauración y se aprovechó la oportunidad para añadir nuevas sonoridades.
En 1978, la empresa Kern de Estrasburgo restauró el positivo real (positivo de dos): la composición que proporcionó inicialmente Lépine.
Durante la celebración del milenio de Montpellier en 1985, la iluminación de la catedral fue completamente renovada por la Conservación regional de monumentos históricos , con la asistencia de la ciudad de Montpellier. Los nuevos proyectores sacaron de la penumbra el órgano. En 1994, se consolidaron los pies de la tubería de la torreta central que se hundía bajo su propio peso. El bufé, los instrumentos de música enlazados y las consolas se doraron con pan de oro. Eso llevó 16 000 hojas de oro de 22 quilates para adornar el órgano con un peso total de 32 gramos.
En mayo de 2011, se realizó una nueva restauración, confiada a Manufacture d'Orgues Giroud Successeurs.
Irene Randrianjanaka es actualmente cotitular del instrumento.

## Las campanas
La catedral tiene cuatro campanas de voltear y tres de repique para el reloj. Las cuatro campanas de voltear se encuentran en la torre oeste del campanario (torre Urbano V), se fundieron en 1867 por Hildebrand A. à Paris, fondeur de l'empereur (Maison Crouzet-Hildebrand) y fueron ofrecidas por monseñor Lecourtier (obispo de Montpellier 1861-1873); fueron instaladas en el campanario el 7 de febrero de 1870. El bordón pesa cerca de 4 toneladas y tiene  171 cm de diámetro, y es la de campana a volar más grave de la región de Languedoc-Rosellón, ya que da la nota Sol#2 y se llama François.
Las tres campanas del reloj se encuentran en un campanil metálico en hierro forjado sobre la azotea de la torre del campanario. Fueron fundidas en 1730 por Pierre Gor (maestro-fundidor en Pézenas) y Jacques Gor, su hijo (con fundición en Montpellier). Tienen un diámetro de 117 cm, 79 cm y 67 cm, respectivamente, y dan las notas Re3, La3 et Do#4. Las tres campanas se clasifican en el patrimonio de los monumentos históricos desde 1959. Fueron ofrecidas por el cardenal Fleury, primer ministro de Luis XV, nativo de Lodève.

Campanas de la catedral
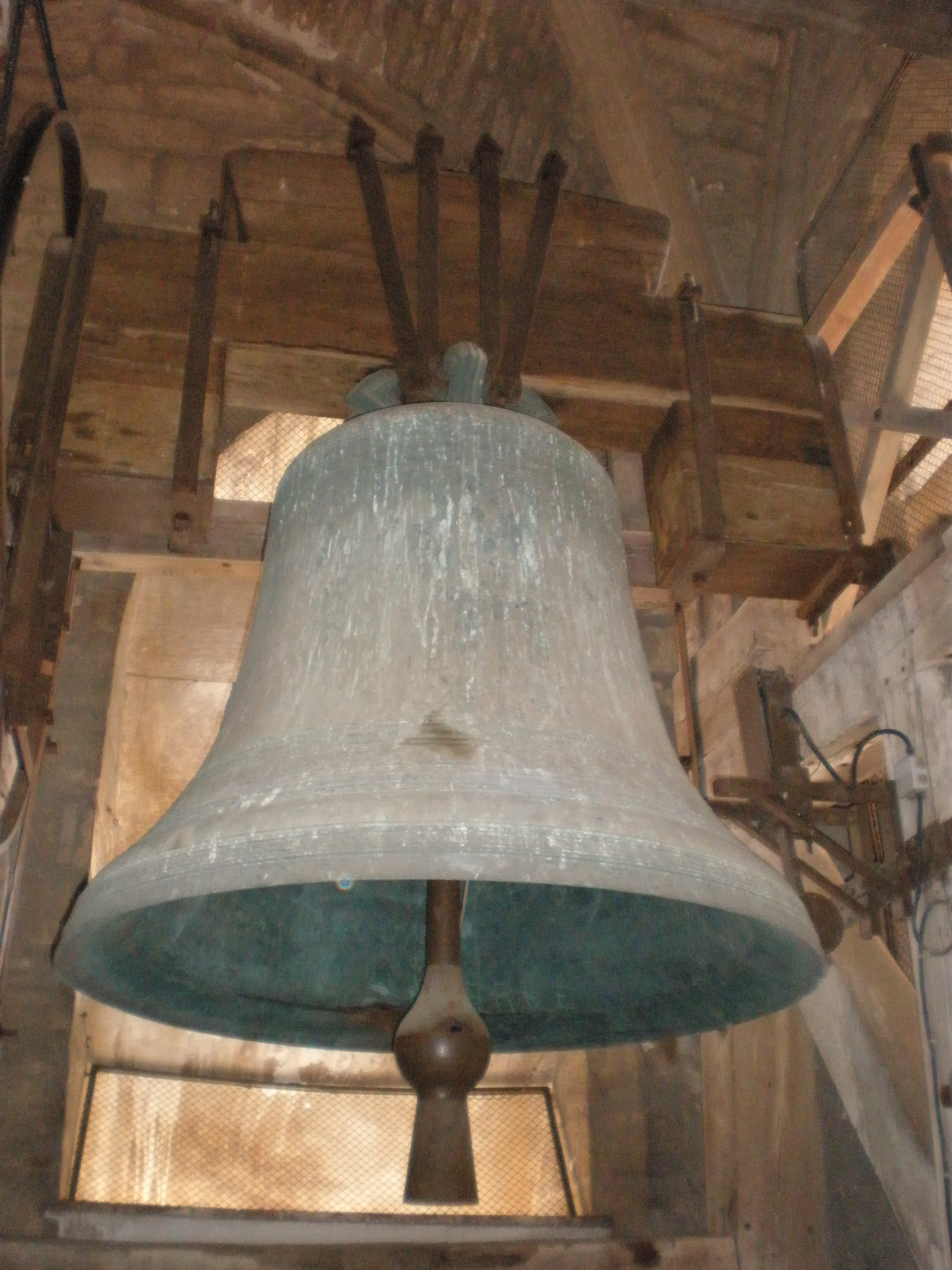
El bordón François (Sol#2, de 3960 kg y 171 cm)
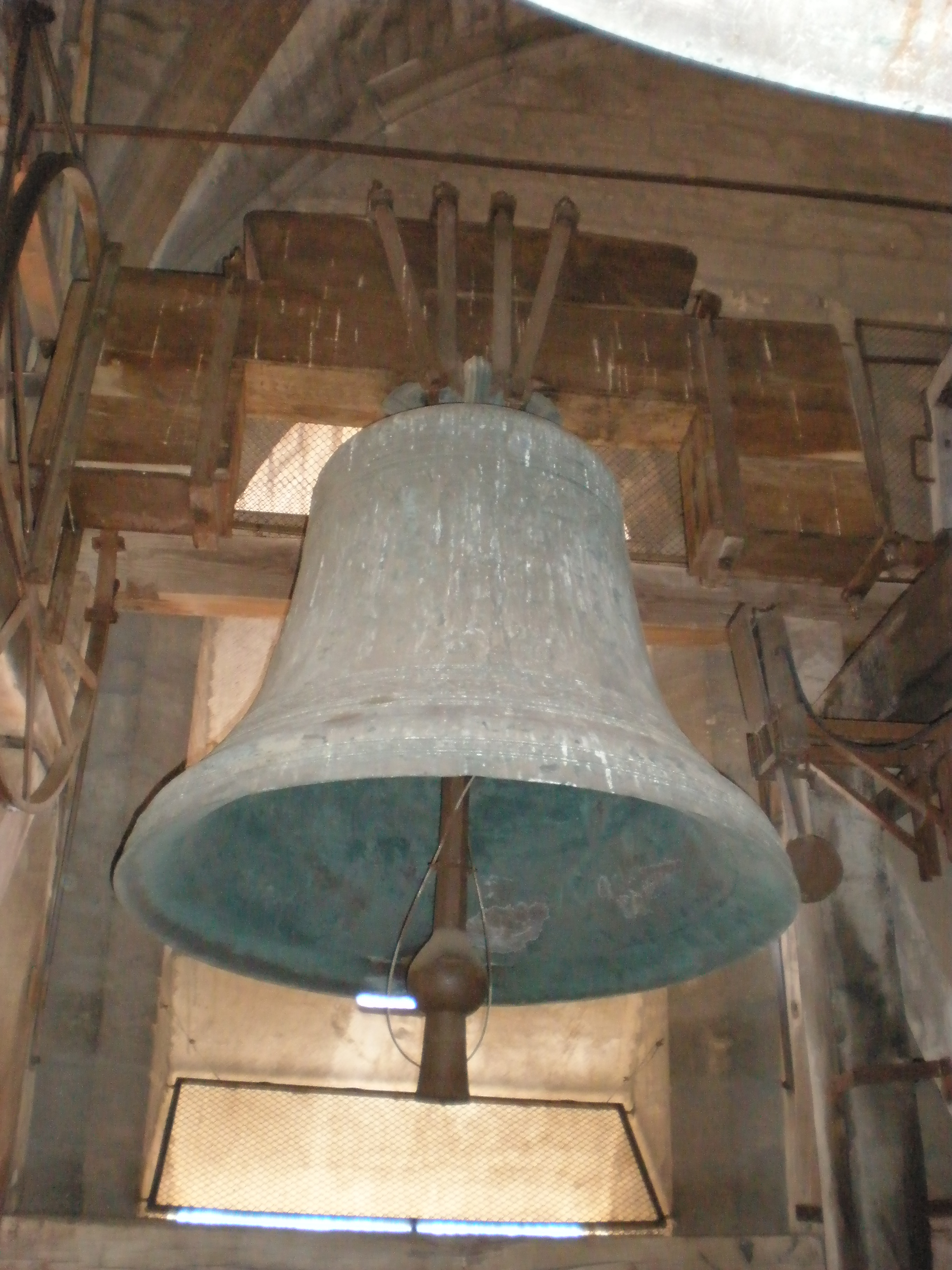
Campana de voltear n.°2 Charles (La#2, de 2880 kg y 152 cm)
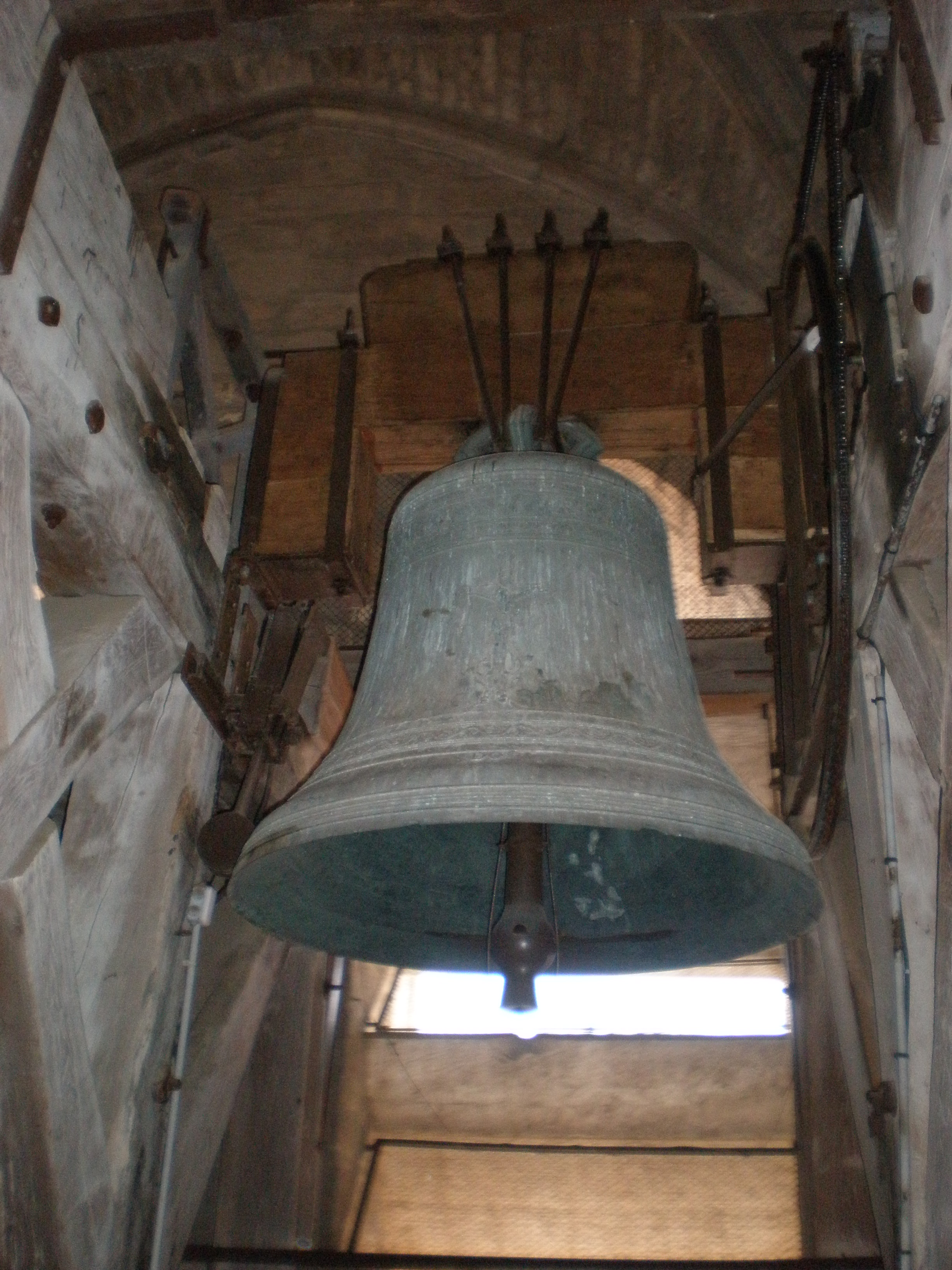
Campana de voltear n.°3 Nicole (Do3, de 2010 kg y 137 cm)
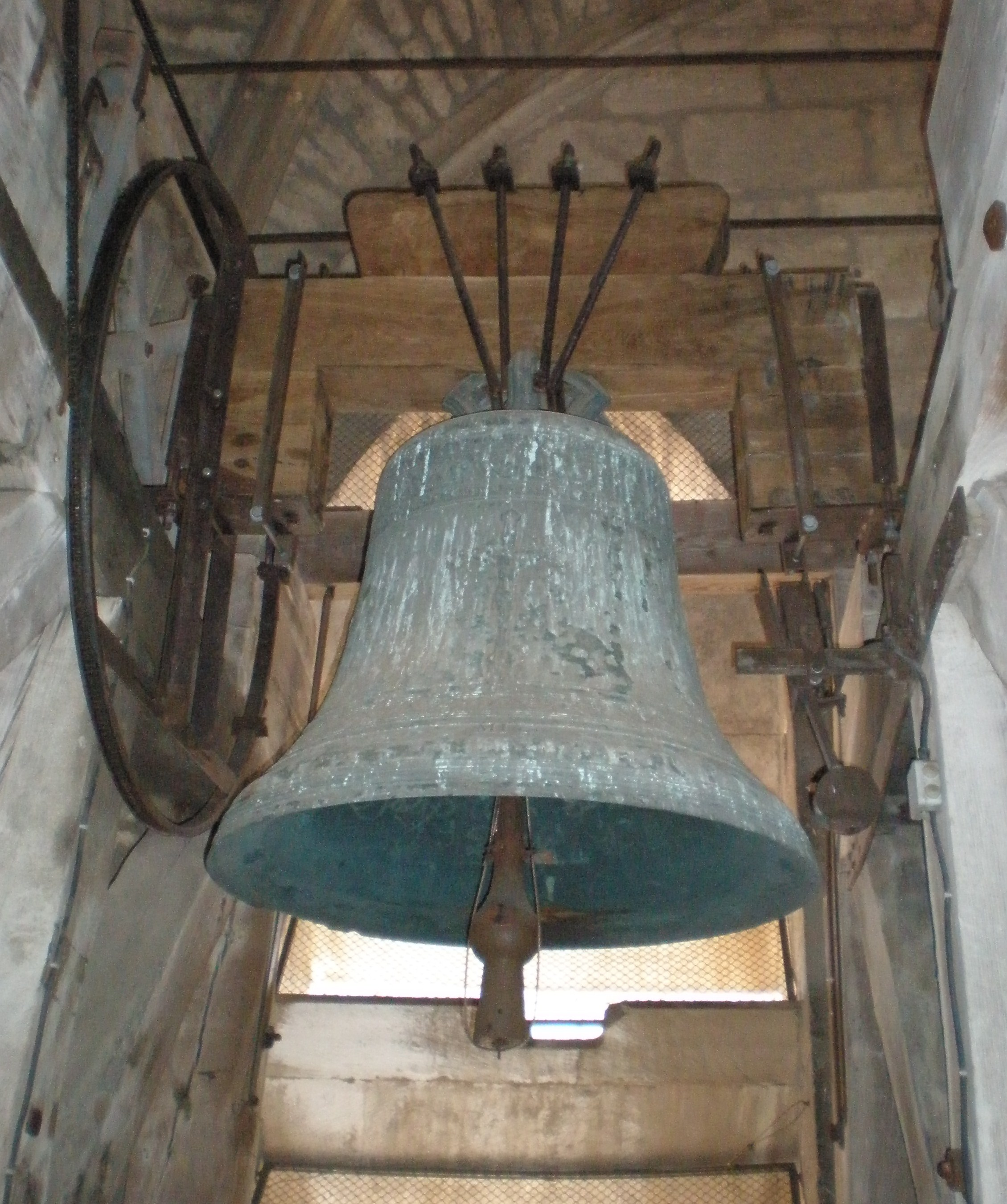
Campana de voltear n.°4 Simone (Re#3, de 940 kg y 115 cm)

## Galería de imágenes

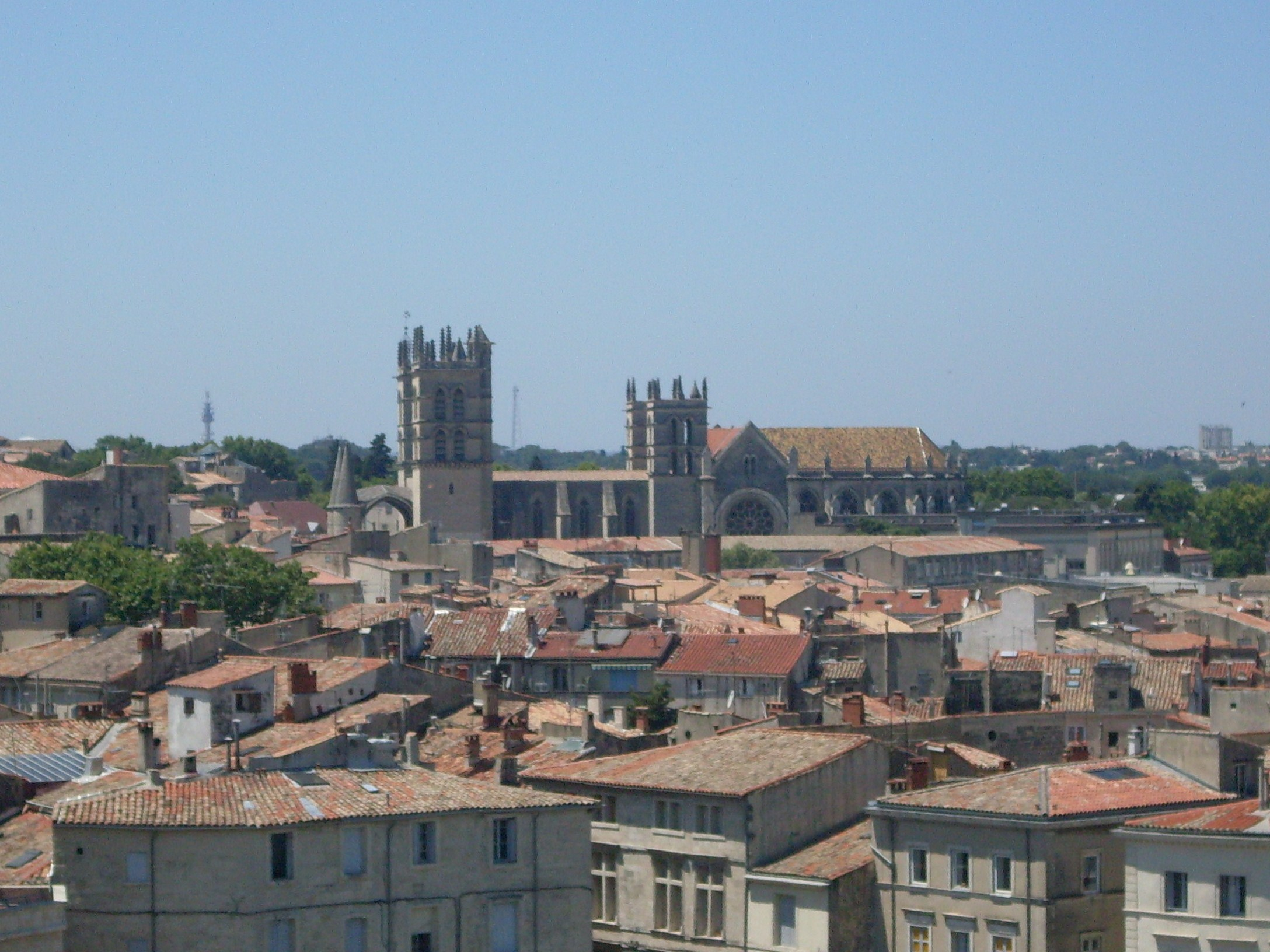
Vista lejana de la catedral desde el Corum
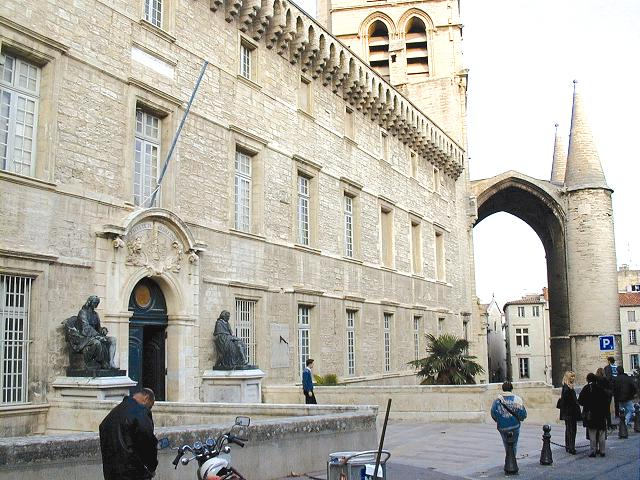
La actual Facultad de Medicina, en lo que antes era el monasterio de San Benito
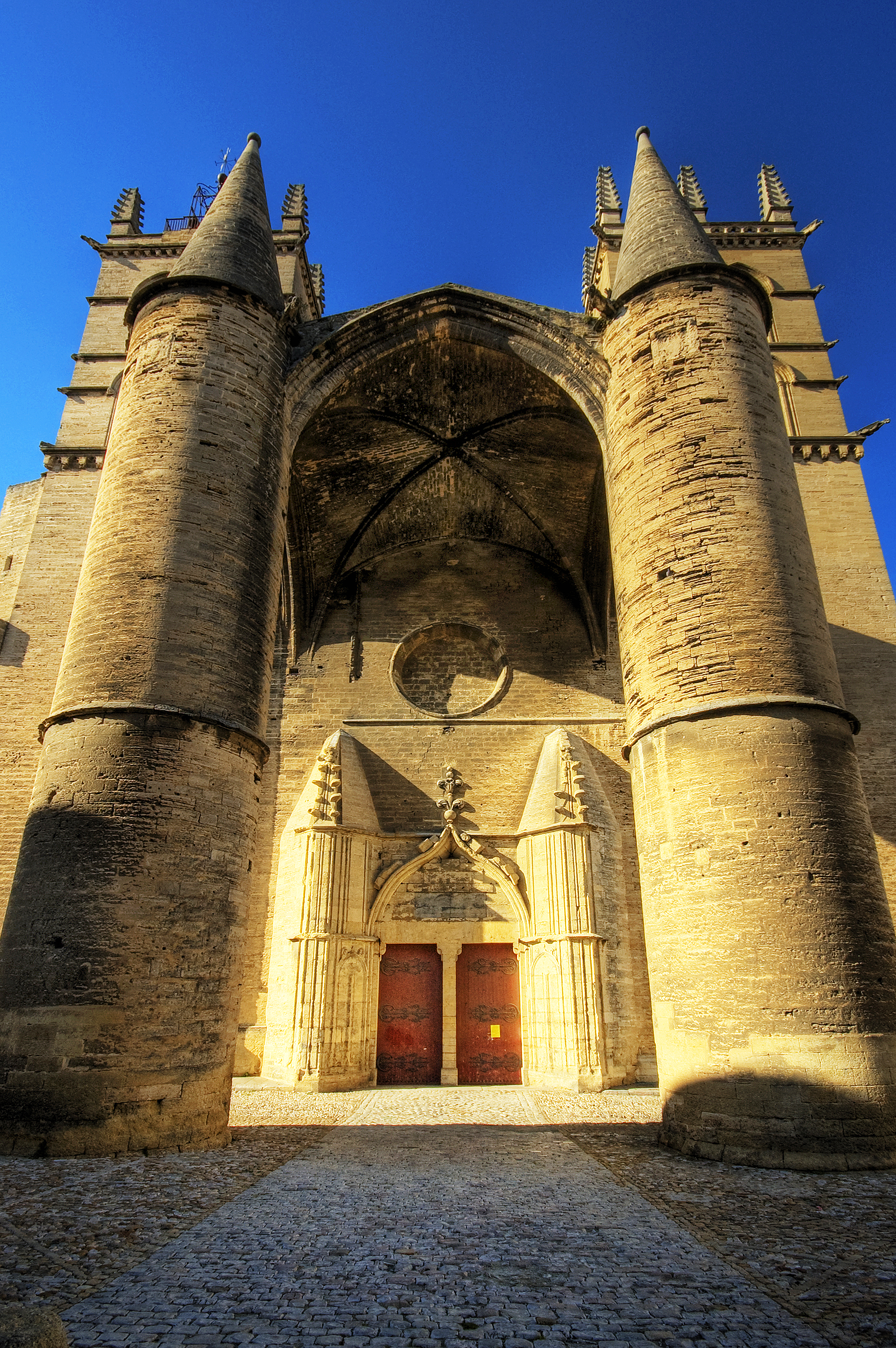
Entrada bajo el baldaquino
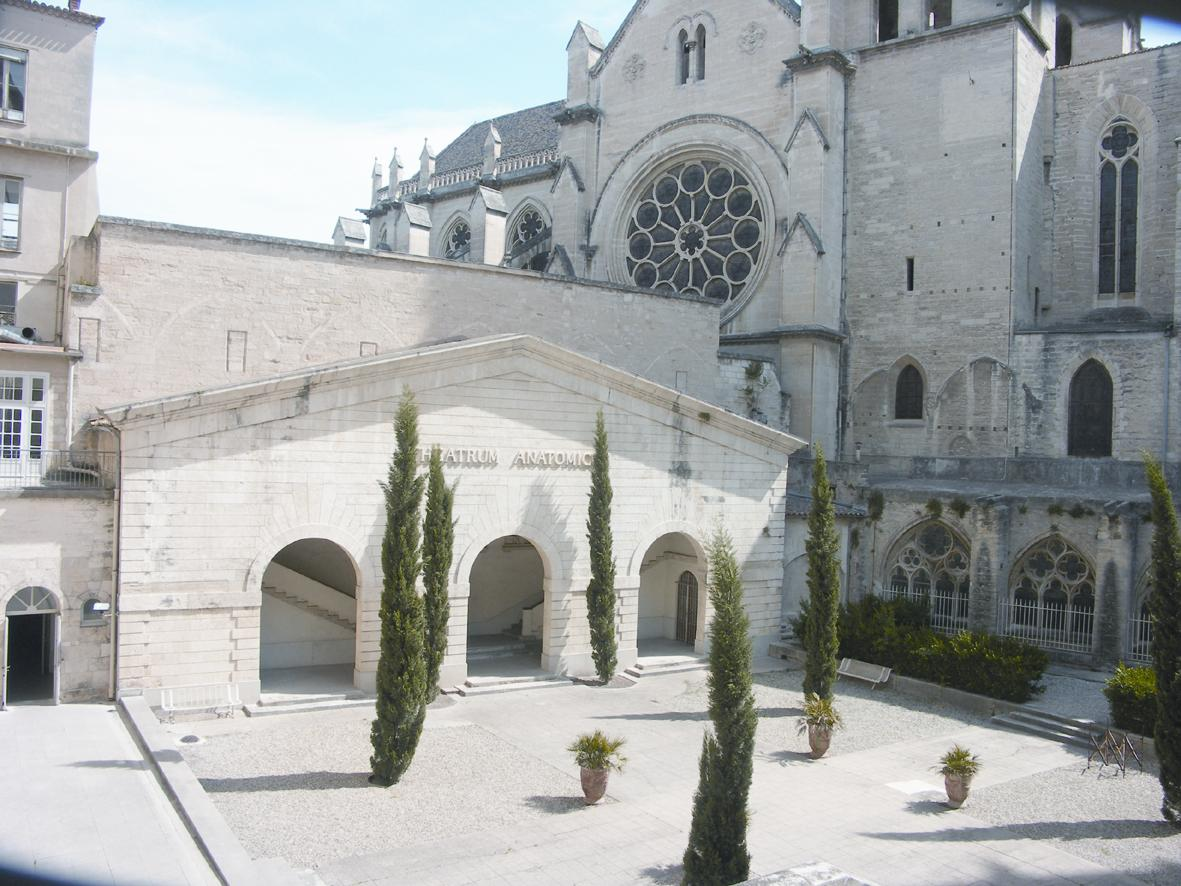
El patio de honor de la Facultad de Medicina (antiguo claustro del monasterio de San Benito) y el Theatrum Anatomicum
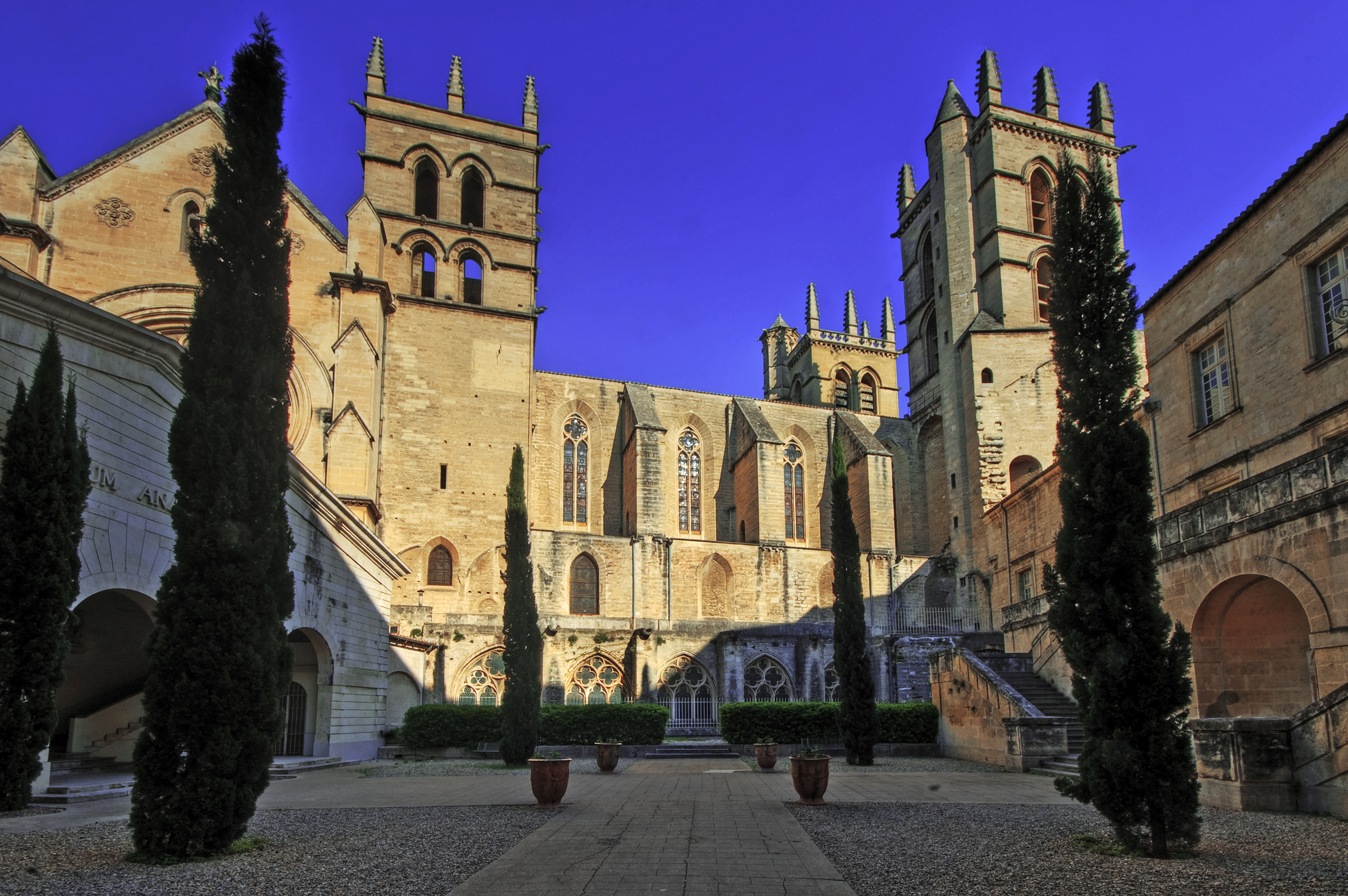
Lateral de la iglesia vista desde el mismo patio
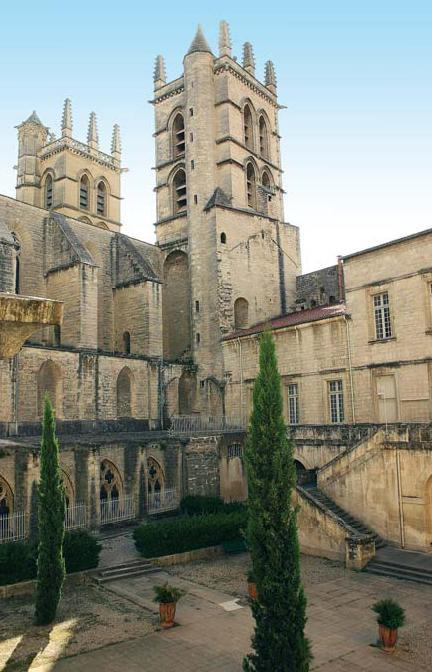
El campanario visto desde el patio
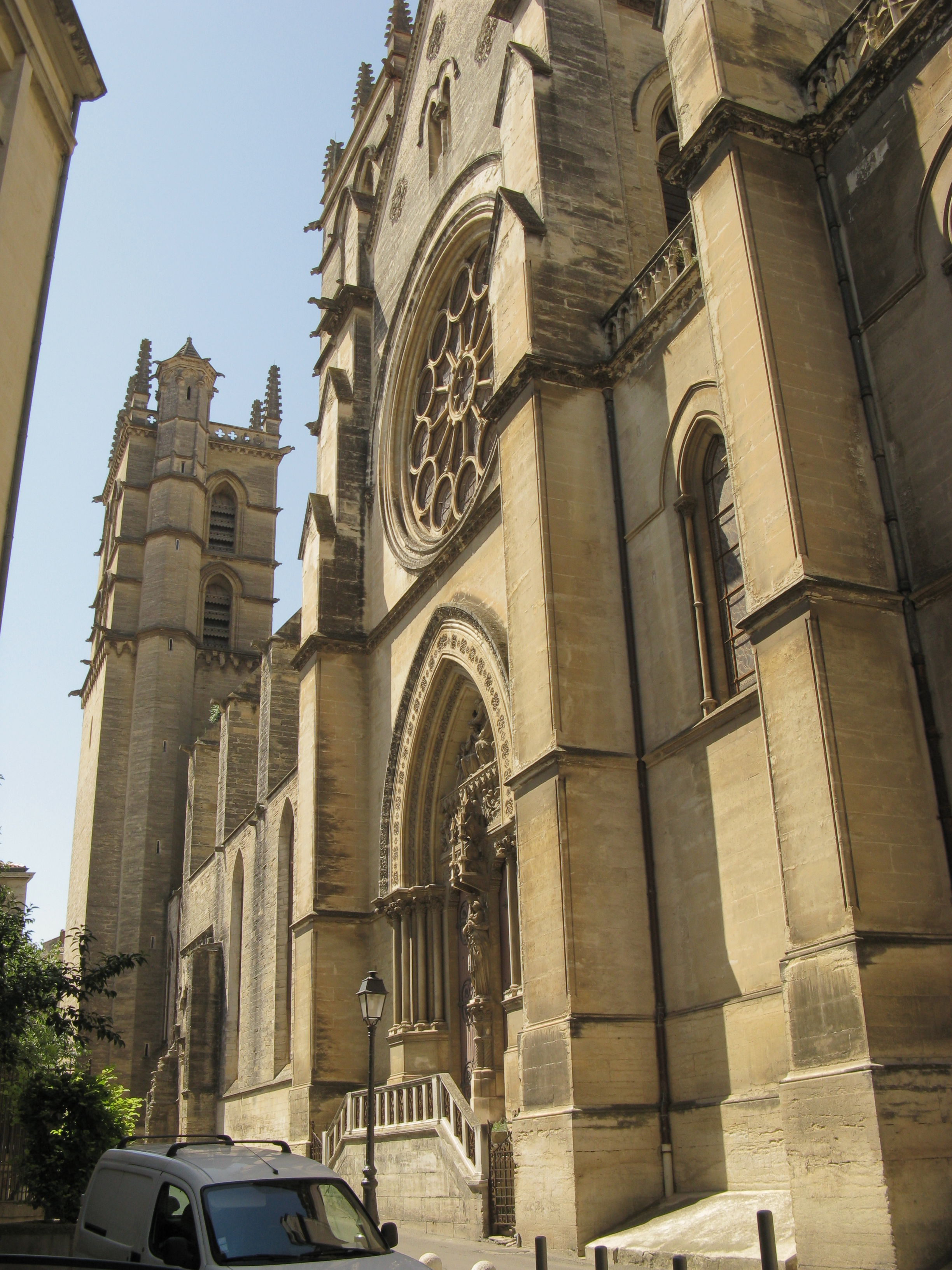
Portada del transepto
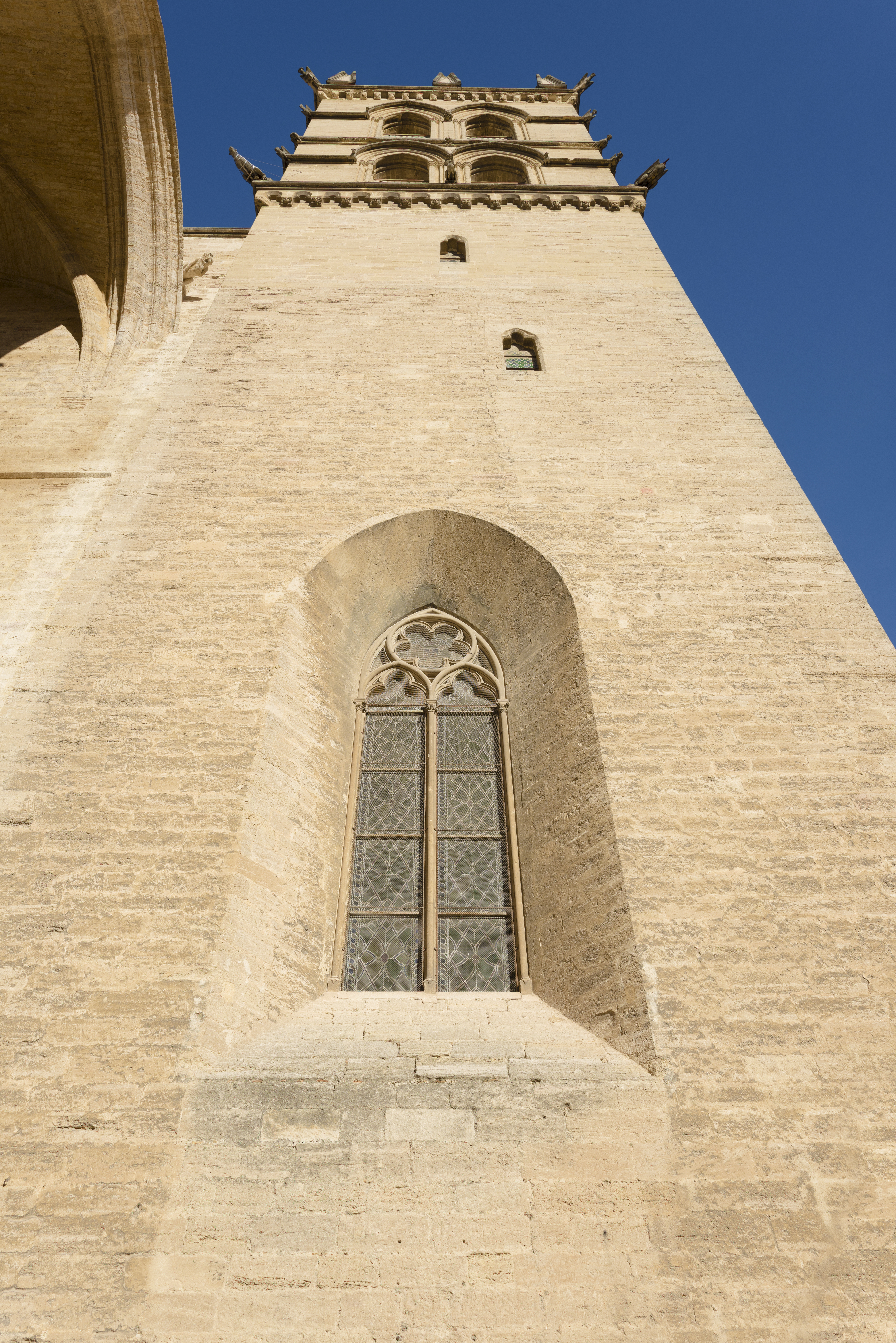
Vista desde el atrio
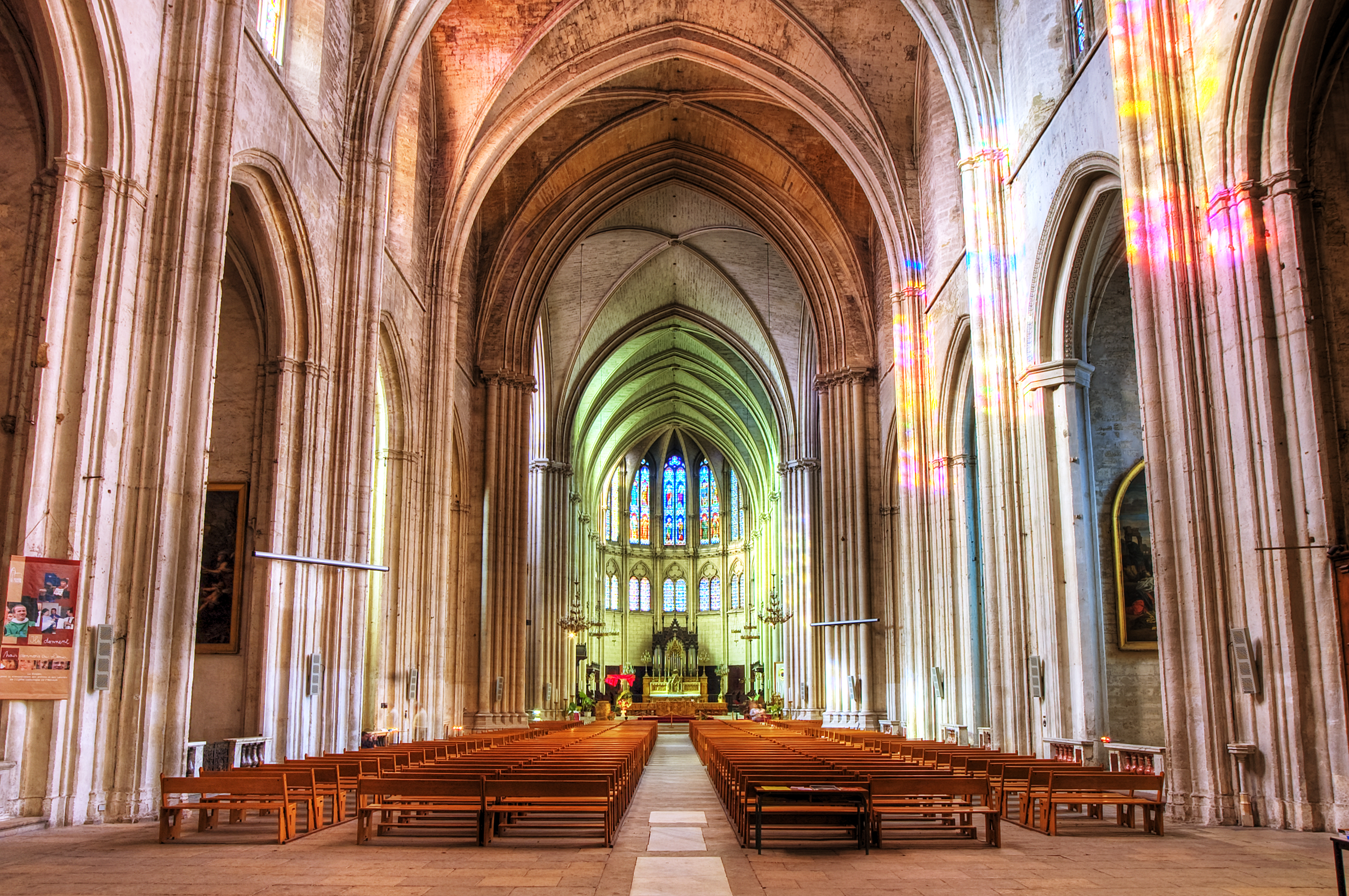
Nave interior

## Servicios religiosos
La misa se celebra los domingos a las 10:30 y 12:00 horas. La misa diaria se lleva a cabo generalmente de lunes a viernes a las 18:30 horas, en la capilla del Santísimo Sacramento.